# The Neighbourhood/Auszeichnungen für Musikverkäufe

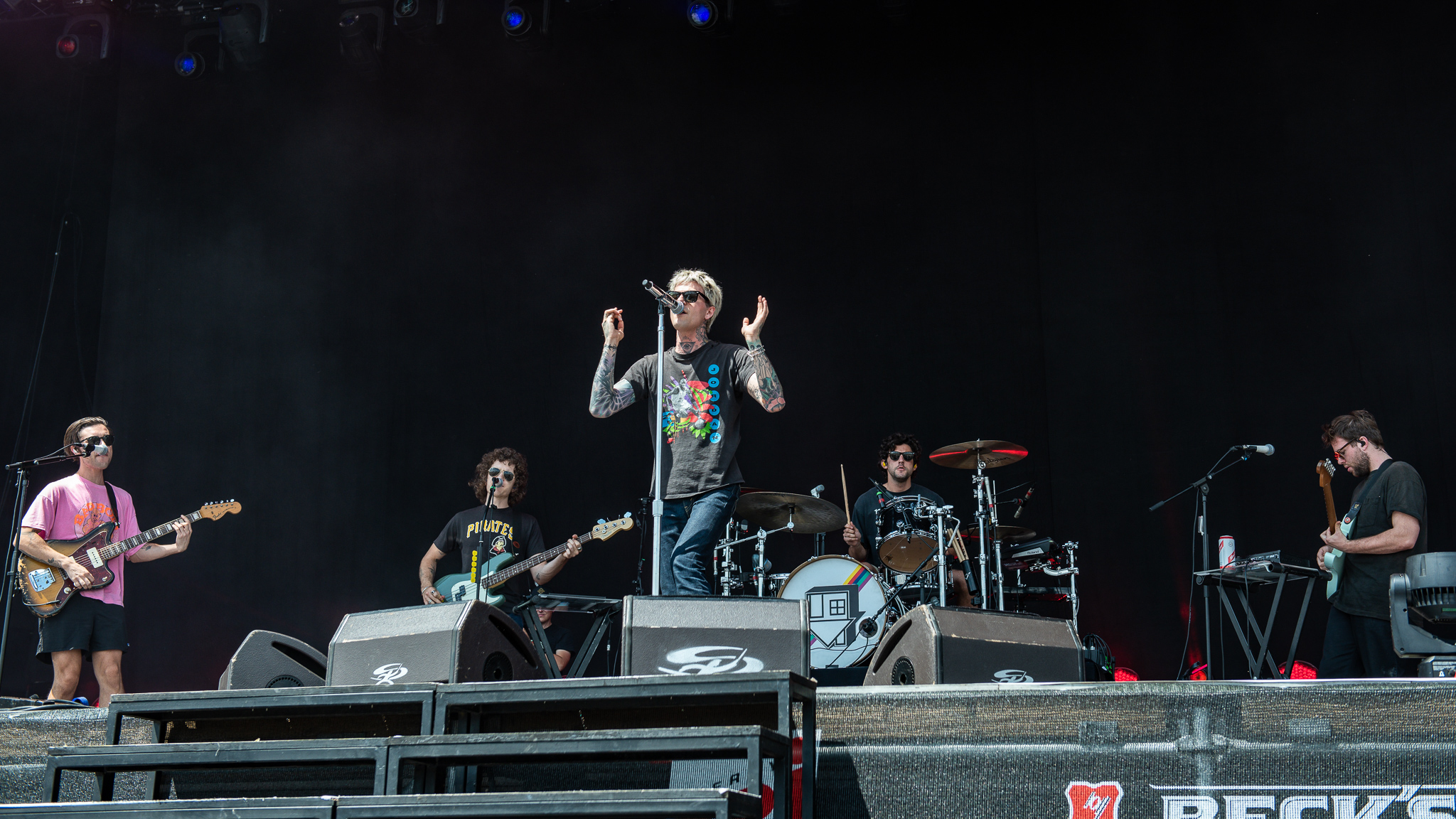
The Neighbourhood (2018)

Dies ist eine Übersicht über die Auszeichnungen für Musikverkäufe der US-amerikanischen Alternative-Rock-Band The Neighbourhood. Die Auszeichnungen finden sich nach ihrer Art (Gold, Platin usw.), nach Staaten getrennt in chronologischer Reihenfolge, geordnet sowie nach den Tonträgern selbst, ebenfalls in chronologischer Reihenfolge, getrennt nach Medium (Alben, Singles usw.), wieder.

## Auszeichnungen
| - Vereinigtes Königreich - 2023: für das Lied Afraid - 2024: für das Lied Reflections - 2024: für das Lied The Beach - Australien - 2020: für das Lied Daddy Issues - Brasilien - 2023: für das Album Chip Chrome & the Mono-Tones - Dänemark - 2022: für das Album I Love You. - 2022: für das Lied Daddy Issues - 2023: für das Album Wiped Out! - 2024: für das Lied Softcore - 2024: für das Album Hard to Imagine The Neighbourhood Ever Changing - Deutschland - 2022: für das Lied Daddy Issues - 2023: für das Lied Softcore - Frankreich - 2024: für das Lied Reflections - Italien - 2022: für das Lied Daddy Issues - 2023: für das Lied Softcore - Kanada - 2023: für das Album Hard to Imagine The Neighbourhood Ever Changing - 2023: für die Single R.I.P. 2 My Youth - 2023: für das Lied Softcore - 2023: für das Lied Stargazing - Neuseeland - 2022: für das Album Wiped Out! - Polen - 2023: für das Album The Neighbourhood - 2024: für die Single R.I.P. 2 My Youth - 2024: für das Lied Nervous - Spanien - 2024: für das Lied Softcore - Vereinigte Staaten - 2020: für die Single R.I.P. 2 My Youth - 2021: für das Album Wiped Out! - 2022: für das Lied Cry Baby - 2022: für das Lied The Beach - 2022: für das Lied Wires - 2023: für das Lied Stargazing - 2023: für die Single Female Robbery - Vereinigtes Königreich - 2024: für das Album I Love You. - 2024: für das Album Wiped Out! - 2024: für das Album Hard to Imagine The Neighbourhood Ever Changing - 2025: für das Lied You Get Me So High | - Australien - 2020: für die Single Sweater Weather - Brasilien - 2023: für das Album Wiped Out! - Frankreich - 2024: für das Lied Softcore - Griechenland - 2021: für das Lied Daddy Issues - 2023: für das Lied Softcore - Kanada - 2023: für das Lied The Beach - 2023: für das Lied You Get Me So High - Neuseeland - 2023: für das Album I Love You. - 2025: für das Album The Neighbourhood - Polen - 2024: für das Lied Reflections - 2024: für das Lied You Get Me So High - 2024: für das Lied The Beach - 2024: für das Lied Cry Baby - Spanien - 2025: für das Lied Daddy Issues - Vereinigte Staaten - 2020: für das Album I Love You. - 2020: für das Lied Afraid - 2023: für das Lied You Get Me So High - 2023: für das Lied Softcore - Vereinigtes Königreich - 2023: für das Lied Cry Baby - 2023: für das Lied Daddy Issues - 2025: für das Lied Softcore - Deutschland - 2024: für die Single Sweater Weather - Mexiko - 2023: für die Single Sweater Weather - Brasilien - 2023: für das Album I Love You. - 2023: für das Album Hard to Imagine The Neighbourhood Ever Changing - Dänemark - 2024: für die Single Sweater Weather - Italien - 2024: für die Single Sweater Weather - Polen - 2023: für das Lied Softcore - 2024: für das Album The Neighbourhood - Portugal - 2022: für das Lied Daddy Issues - Spanien - 2024: für die Single Sweater Weather | - Kanada - 2023: für das Lied Daddy Issues - Neuseeland - 2025: für das Lied Daddy Issues - Polen - 2024: für das Album Wiped Out! - Schweden - 2023: für die Single Sweater Weather - Vereinigte Staaten - 2023: für das Lied Daddy Issues - Vereinigtes Königreich - 2024: für die Single Sweater Weather - Polen - 2024: für das Lied Daddy Issues - 2024: für das Album I Love You. - Neuseeland - 2025: für die Single Sweater Weather - Portugal - 2024: für die Single Sweater Weather - Ungarn - 2025: für die Single Sweater Weather - Vereinigte Staaten - 2023: für die Single Sweater Weather - Griechenland - 2025: für die Single Sweater Weather - Kanada - 2023: für die Single Sweater Weather - Mexiko - 2023: für die Single Sweater Weather |

## Auszeichnungen nach Alben

### I Love You.
| Land/Region                  | Auszeichnungen für Musikverkäufe (Land/Region, Auszeichnung, Verkäufe) | Verkäufe  |
| ---------------------------- | ---------------------------------------------------------------------- | --------- |
| Brasilien (PMB)              | 2× Platin                                                              | 80.000    |
| Dänemark (IFPI)              | Gold                                                                   | 10.000    |
| Neuseeland (RMNZ)            | Platin                                                                 | 15.000    |
| Polen (ZPAV)                 | 4× Platin                                                              | 80.000    |
| Vereinigte Staaten (RIAA)    | Platin                                                                 | 1.000.000 |
| Vereinigtes Königreich (BPI) | Gold                                                                   | 100.000   |
| Insgesamt                    | 2× Gold · 8× Platin ·                                                  | 1.285.000 |

### Wiped Out!
| Land/Region                  | Auszeichnungen für Musikverkäufe (Land/Region, Auszeichnung, Verkäufe) | Verkäufe |
| ---------------------------- | ---------------------------------------------------------------------- | -------- |
| Brasilien (PMB)              | Platin                                                                 | 40.000   |
| Dänemark (IFPI)              | Gold                                                                   | 10.000   |
| Neuseeland (RMNZ)            | Gold                                                                   | 7.500    |
| Polen (ZPAV)                 | 3× Platin                                                              | 60.000   |
| Vereinigte Staaten (RIAA)    | Gold                                                                   | 500.000  |
| Vereinigtes Königreich (BPI) | Gold                                                                   | 100.000  |
| Insgesamt                    | 4× Gold · 4× Platin ·                                                  | 717.500  |

### The Neighbourhood / Hard to Imagine The Neighbourhood Ever Changing
| Land/Region                  | Auszeichnungen für Musikverkäufe (Land/Region, Auszeichnung, Verkäufe) | Verkäufe |
| ---------------------------- | ---------------------------------------------------------------------- | -------- |
| Brasilien (PMB)              | 2× Platin                                                              | 80.000   |
| Dänemark (IFPI)              | Gold                                                                   | 10.000   |
| Kanada (MC)                  | Gold                                                                   | 40.000   |
| Neuseeland (RMNZ)            | Platin                                                                 | 15.000   |
| Polen (ZPAV)                 | 2× Platin                                                              | 40.000   |
| Vereinigte Staaten (RIAA)    | Gold                                                                   | 500.000  |
| Vereinigtes Königreich (BPI) | Gold                                                                   | 100.000  |
| Insgesamt                    | 4× Gold · 5× Platin ·                                                  | 785.000  |

### Chip Chrome & the Mono-Tones
| Land/Region     | Auszeichnungen für Musikverkäufe (Land/Region, Auszeichnung, Verkäufe) | Verkäufe |
| --------------- | ---------------------------------------------------------------------- | -------- |
| Brasilien (PMB) | Gold                                                                   | 20.000   |
| Insgesamt       | 1× Gold ·                                                              | 20.000   |

## Auszeichnungen nach Singles

### Female Robbery
| Land/Region               | Auszeichnungen für Musikverkäufe (Land/Region, Auszeichnung, Verkäufe) | Verkäufe |
| ------------------------- | ---------------------------------------------------------------------- | -------- |
| Vereinigte Staaten (RIAA) | Gold                                                                   | 500.000  |
| Insgesamt                 | 1× Gold ·                                                              | 500.000  |

### Sweater Weather
| Land/Region                  | Auszeichnungen für Musikverkäufe (Land/Region, Auszeichnung, Verkäufe) | Verkäufe   |
| ---------------------------- | ---------------------------------------------------------------------- | ---------- |
| Australien (ARIA)            | Platin                                                                 | 70.000     |
| Dänemark (IFPI)              | 2× Platin                                                              | 180.000    |
| Deutschland (BVMI)           | 3× Gold                                                                | 900.000    |
| Griechenland (IFPI)          | Diamant                                                                | 100.000    |
| Italien (FIMI)               | 2× Platin                                                              | 200.000    |
| Kanada (MC)                  | Diamant                                                                | 800.000    |
| Mexiko (AMPROFON)            | Diamant · + 3× Gold                                                    | 390.000    |
| Neuseeland (RMNZ)            | 6× Platin                                                              | 180.000    |
| Portugal (AFP)               | 7× Platin                                                              | 70.000     |
| Schweden (IFPI)              | 3× Platin                                                              | 240.000    |
| Spanien (Promusicae)         | 2× Platin                                                              | 120.000    |
| Ungarn (MAHASZ)              | 11× Platin                                                             | 44.000     |
| Vereinigte Staaten (RIAA)    | 11× Platin                                                             | 11.000.000 |
| Vereinigtes Königreich (BPI) | 3× Platin                                                              | 1.800.000  |
| Insgesamt                    | 2× Gold · 39× Platin · 3× Diamant ·                                    | 16.094.000 |

### R.I.P. 2 My Youth
| Land/Region               | Auszeichnungen für Musikverkäufe (Land/Region, Auszeichnung, Verkäufe) | Verkäufe |
| ------------------------- | ---------------------------------------------------------------------- | -------- |
| Kanada (MC)               | Gold                                                                   | 40.000   |
| Polen (ZPAV)              | Gold                                                                   | 25.000   |
| Vereinigte Staaten (RIAA) | Gold                                                                   | 500.000  |
| Insgesamt                 | 3× Gold ·                                                              | 565.000  |

## Auszeichnungen nach Lieder

### Wires
| Land/Region               | Auszeichnungen für Musikverkäufe (Land/Region, Auszeichnung, Verkäufe) | Verkäufe |
| ------------------------- | ---------------------------------------------------------------------- | -------- |
| Vereinigte Staaten (RIAA) | Gold                                                                   | 500.000  |
| Insgesamt                 | 1× Gold ·                                                              | 500.000  |

### Afraid
| Land/Region                  | Auszeichnungen für Musikverkäufe (Land/Region, Auszeichnung, Verkäufe) | Verkäufe  |
| ---------------------------- | ---------------------------------------------------------------------- | --------- |
| Vereinigte Staaten (RIAA)    | Platin                                                                 | 1.000.000 |
| Vereinigtes Königreich (BPI) | Silber                                                                 | 200.000   |
| Insgesamt                    | 1× Silber · 1× Platin ·                                                | 1.200.000 |

### Cry Baby
| Land/Region                  | Auszeichnungen für Musikverkäufe (Land/Region, Auszeichnung, Verkäufe) | Verkäufe  |
| ---------------------------- | ---------------------------------------------------------------------- | --------- |
| Polen (ZPAV)                 | Platin                                                                 | 50.000    |
| Vereinigte Staaten (RIAA)    | Gold                                                                   | 500.000   |
| Vereinigtes Königreich (BPI) | Platin                                                                 | 600.000   |
| Insgesamt                    | 1× Gold · 2× Platin ·                                                  | 1.150.000 |

### The Beach
| Land/Region                  | Auszeichnungen für Musikverkäufe (Land/Region, Auszeichnung, Verkäufe) | Verkäufe |
| ---------------------------- | ---------------------------------------------------------------------- | -------- |
| Kanada (MC)                  | Platin                                                                 | 80.000   |
| Polen (ZPAV)                 | Platin                                                                 | 50.000   |
| Vereinigte Staaten (RIAA)    | Gold                                                                   | 500.000  |
| Vereinigtes Königreich (BPI) | Silber                                                                 | 200.000  |
| Insgesamt                    | 1× Silber · 1× Gold · 2× Platin ·                                      | 830.000  |

### Daddy Issues
| Land/Region                  | Auszeichnungen für Musikverkäufe (Land/Region, Auszeichnung, Verkäufe) | Verkäufe  |
| ---------------------------- | ---------------------------------------------------------------------- | --------- |
| Australien (ARIA)            | Gold                                                                   | 35.000    |
| Dänemark (IFPI)              | Gold                                                                   | 45.000    |
| Deutschland (BVMI)           | Gold                                                                   | 200.000   |
| Griechenland (IFPI)          | Platin                                                                 | 20.000    |
| Italien (FIMI)               | Gold                                                                   | 50.000    |
| Kanada (MC)                  | 3× Platin                                                              | 240.000   |
| Neuseeland (RMNZ)            | 3× Platin                                                              | 90.000    |
| Polen (ZPAV)                 | 4× Platin                                                              | 200.000   |
| Portugal (AFP)               | 2× Platin                                                              | 20.000    |
| Spanien (Promusicae)         | Platin                                                                 | 60.000    |
| Vereinigte Staaten (RIAA)    | 3× Platin                                                              | 3.000.000 |
| Vereinigtes Königreich (BPI) | Platin                                                                 | 600.000   |
| Insgesamt                    | 4× Gold · 18× Platin ·                                                 | 4.560.000 |

### Softcore
| Land/Region                  | Auszeichnungen für Musikverkäufe (Land/Region, Auszeichnung, Verkäufe) | Verkäufe  |
| ---------------------------- | ---------------------------------------------------------------------- | --------- |
| Dänemark (IFPI)              | Gold                                                                   | 45.000    |
| Deutschland (BVMI)           | Gold                                                                   | 200.000   |
| Frankreich (SNEP)            | Platin                                                                 | 200.000   |
| Griechenland (IFPI)          | Platin                                                                 | 20.000    |
| Italien (FIMI)               | Gold                                                                   | 50.000    |
| Kanada (MC)                  | Gold                                                                   | 40.000    |
| Polen (ZPAV)                 | 2× Platin                                                              | 100.000   |
| Spanien (Promusicae)         | Gold                                                                   | 30.000    |
| Vereinigte Staaten (RIAA)    | Platin                                                                 | 1.000.000 |
| Vereinigtes Königreich (BPI) | Platin                                                                 | 600.000   |
| Insgesamt                    | 5× Gold · 6× Platin ·                                                  | 2.285.000 |

### You Get Me So High
| Land/Region                  | Auszeichnungen für Musikverkäufe (Land/Region, Auszeichnung, Verkäufe) | Verkäufe  |
| ---------------------------- | ---------------------------------------------------------------------- | --------- |
| Kanada (MC)                  | Platin                                                                 | 80.000    |
| Polen (ZPAV)                 | Platin                                                                 | 50.000    |
| Vereinigte Staaten (RIAA)    | Platin                                                                 | 1.000.000 |
| Vereinigtes Königreich (BPI) | Gold                                                                   | 400.000   |
| Insgesamt                    | 1× Gold · 3× Platin ·                                                  | 1.530.000 |

### Reflections
| Land/Region                  | Auszeichnungen für Musikverkäufe (Land/Region, Auszeichnung, Verkäufe) | Verkäufe |
| ---------------------------- | ---------------------------------------------------------------------- | -------- |
| Frankreich (SNEP)            | Gold                                                                   | 100.000  |
| Polen (ZPAV)                 | Platin                                                                 | 50.000   |
| Vereinigtes Königreich (BPI) | Silber                                                                 | 200.000  |
| Insgesamt                    | 1× Silber · 1× Gold · 1× Platin ·                                      | 350.000  |

### Nervous
| Land/Region  | Auszeichnungen für Musikverkäufe (Land/Region, Auszeichnung, Verkäufe) | Verkäufe |
| ------------ | ---------------------------------------------------------------------- | -------- |
| Polen (ZPAV) | Gold                                                                   | 25.000   |
| Insgesamt    | 1× Gold ·                                                              | 25.000   |

### Stargazing
| Land/Region               | Auszeichnungen für Musikverkäufe (Land/Region, Auszeichnung, Verkäufe) | Verkäufe |
| ------------------------- | ---------------------------------------------------------------------- | -------- |
| Kanada (MC)               | Gold                                                                   | 40.000   |
| Vereinigte Staaten (RIAA) | Gold                                                                   | 500.000  |
| Insgesamt                 | 2× Gold ·                                                              | 540.000  |

## Statistik und Quellen
| Land/RegionAuszeichnungen für Musikverkäufe (Land/Region, Auszeichnungen, Verkäufe, Quellen) | Silber     | Gold       | Platin       | Diamant     | Verkäufe   | Quellen              |
| -------------------------------------------------------------------------------------------- | ---------- | ---------- | ------------ | ----------- | ---------- | -------------------- |
| Australien (ARIA)                                                                            | —          | Gold1      | Platin1      | —           | 105.000    | aria.com.au          |
| Brasilien (PMB)                                                                              | —          | Gold1      | 5× Platin5   | —           | 220.000    | pro-musicabr.org.br  |
| Dänemark (IFPI)                                                                              | —          | 5× Gold5   | 2× Platin2   | —           | 300.000    | ifpi.dk              |
| Deutschland (BVMI)                                                                           | —          | 3× Gold3   | Platin1      | —           | 1.300.000  | musikindustrie.de    |
| Frankreich (SNEP)                                                                            | —          | Gold1      | Platin1      | —           | 300.000    | snepmusique.com      |
| Griechenland (IFPI)                                                                          | —          | —          | 2× Platin2   | Diamant1    | 140.000    | Einzelnachweise      |
| Italien (FIMI)                                                                               | —          | 2× Gold2   | 2× Platin2   | —           | 300.000    | fimi.it              |
| Kanada (MC)                                                                                  | —          | 4× Gold4   | 5× Platin5   | Diamant1    | 1.360.000  | musiccanada.com      |
| Mexiko (AMPROFON)                                                                            | —          | Gold1      | Platin1      | Diamant1    | 390.000    | amprofon.com.mx      |
| Neuseeland (RMNZ)                                                                            | —          | Gold1      | 11× Platin11 | —           | 307.500    | radioscope.co.nz NZ2 |
| Polen (ZPAV)                                                                                 | —          | 2× Gold2   | 19× Platin19 | —           | 720.000    | olis.pl              |
| Portugal (AFP)                                                                               | —          | —          | 9× Platin9   | —           | 90.000     | Einzelnachweise      |
| Schweden (IFPI)                                                                              | —          | —          | 3× Platin3   | —           | 240.000    | sverigetopplistan.se |
| Spanien (Promusicae)                                                                         | —          | Gold1      | 3× Platin3   | —           | 210.000    | elportaldemusica.es  |
| Ungarn (MAHASZ)                                                                              | —          | —          | 11× Platin11 | —           | 44.000     | slagerlistak.hu      |
| Vereinigte Staaten (RIAA)                                                                    | —          | 8× Gold8   | 8× Platin8   | Diamant1    | 22.000.000 | riaa.com             |
| Vereinigtes Königreich (BPI)                                                                 | 3× Silber3 | 4× Gold4   | 6× Platin6   | —           | 4.900.000  | bpi.co.uk            |
| Insgesamt                                                                                    | 3× Silber3 | 34× Gold34 | 90× Platin90 | 4× Diamant4 |            |                      |